# Prêmio Multishow de Música Brasileira 2014
O Prêmio Multishow de Música Brasileira 2014 foi realizado no dia 28 de outubro de 2014 e transmitido ao vivo do Arena Multiúso no Rio de Janeiro pelo canal Multishow. Houve transmissão simultânea no site oficial do canal e no canal BIS.

## Vencedores e indicados

### Público
| Categoria       | Vencedor                              | Indicados |
| --------------- | ------------------------------------- | --- |
| Melhor Cantor   | Thiaguinho                            | Nando Reis Luan Santana Lulu Santos Diogo Nogueira                                                                                |
| Melhor Cantora  | Paula Fernandes                       | Ivete Sangalo Pitty Marisa Monte Claudia Leitte                                                                                   |
| Melhor Grupo    | Sorriso Maroto                        | Skank Oba Oba Samba House O Rappa Turma do Pagode                                                                                 |
| Melhor Música   | Luan Santana - "Tudo Que Você Quiser" | O Rappa - "Auto-Reverse" Jota Quest - "Mandou Bem" Anitta - "Zen" Paula Fernandes - "Não Fui Eu"                                  |
| Melhor Show     | Ivete Sangalo                         | Paula Fernandes Thiaguinho Luan Santana Só Pra Contrariar                                                                         |
| Experimente     | Sam Alves                             | Mika Pedro Baby MC Gui Sophia Abrahão                                                                                             |
| Música-Chiclete | Thiaguinho - "Caraca, Muleke"         | Psirico - "Lepo Lepo" Valesca Popozuda - "Beijinho no Ombro" MC Guimê part. Emicida - "País do Futebol" Luan Santana - "Cê Topa?" |

Júri Especializado
| Categoria            | Vencedor                      | Indicados                                                             |
| -------------------- | ----------------------------- | --------------------------------------------------------------------- |
| Novo Hit             | "Mais Ninguém" - Banda do Mar | "Funk dos Bromânticos" - Lucas Santtana "Picada Fatal" - MC Livinho   |
| Versão do ano        | "Homem" - Alice Caymmi        | "Estrada do Sol" - Nina Becker "Dom Dom Dom" - Omulu                  |
| Melhor Clipe         | "Vida Loka" - Bonde do Rolê   | "Mais Ninguém" - Banda do Mar "Duas de Cinco + Cóccix-ência" - Criolo |
| Música Compartilhada | "Encarnado" - Juçara Marçal   | "Paraíso da Miragem" - Russo Passapusso "O Terno" - O Terno           |

### Superjúri[1][2]
| Categoria         | Vencedor                         | Indicados                                                                         |
| ----------------- | -------------------------------- | --------------------------------------------------------------------------------- |
| Melhor Disco      | "Banda do Mar" - Banda do Mar    | "Vista pro Mar" - Silva "O Terno" - O Terno                                       |
| Artista Revelação | Boogarins                        | Alice Caymmi Russo Passapusso                                                     |
| Nova canção       | "Sentimento" - Mahmundi          | "SMS" - Marcelo Jeneci "Pala Noturna" - Sexy Fi                                   |
| Melhor Show       | "Turnê 25 Anos" - Racionais MC's | "Turnê Atento aos Sinais" - Ney Matogrosso "Turnê Gilbertos Samba" - Gilberto Gil |

Musicais:
Anitta: Blá Blá Blá
Daniela Mercury: O canto da cidade
Dinho Ouro Preto: Sábado de sol
Emicida: Levanta e anda
Gabriel, o Pensador e Negra Li: Cachimbo da paz
Ivete Sangalo: Beleza rara
Lucas Silveira: Sabão crá-crá / Uma arlinda mulher
Léo Santana: Rebolation
MC Buchecha: Só love
MC Marcinho: Glamurosa
MC Nandinho: Rap da felicidade
Projota: Mulher
Psirico: Lepo lepo
Terra Samba: Carrinho de mão
É o Tchan!: Pau que nasce torto / Segure tchan